# Джастін Бальдоні
Джастін Луїс Бальдоні (англ. Justin Baldoni; нар. 24 січня 1984, Лос-Анджелес, Каліфорнія, США) — американський актор і режисер. Найбільш відомий завдяки ролі Рафаеля Солано в сатиричному романтично-драматисному серіалі The CW «Незаймана Джейн» (2014—2019), а також тим, що є режисером фільмів «За крок один від одного» (2019), «Хмари» (2020) і «Покинь, якщо кохаєш» (2024).

## Раннє життя
Бальдоні народився в Лос-Анджелесі, штат Каліфорнія в родині Шерон і Сема Балдоні, а виріс у Медфорді, штат Орегон. Його мати походить з єврейської родини, а батько має італійське походження. Його дідусь по батькові — Луїс Бальдоні, сенатор від Індіани та італійський іммігрант. Батьки Бальдоні приєдналися до віри Бахаї, яку він сам віддано сповідує. Джастін грав у футбол і займався бігом у середній школі, а також був диск-жокеєм на місцевій радіостанції. Переїжджаючи в новий житловий будинок, він зустрів менеджера, який порадив йому спробувати кар'єру актора. Бальдоні навчався в коледжі на часткову спортивну стипендію, але згодом кинув навчання.

## Кар'єра
У 2008 році Бальдоні написав сценарій, спродюсував і зрежисував своє перше музичне відео, яке принесло йому перший «Приз глядацьких симпатій» на Міжнародному кінофестивалі «Dawn Breakers».
У 2012 році Бальдоні створив цифровий документальний серіал «Мої останні дні» — шоу про життя за розповідями вмираючих, що згодом стало одним із найпопулярніших документальних серіалів, які транслювали онлайн. Другий сезон «Моїх останніх днів» вийшов на CW у 2016-му, третій — узимку 2018-го, а останній роком пізніше. Після цього успіху Бальдоні заснував «Wayfarer Entertainment», цифрову медіа-студію, яка зосереджена на руйнівному натхненні. У грудні 2018 року актор розповів на щорічному симпозіумі «End Well» про те, чому він вважає, що думки про нашу смерть можуть допомогти нам жити краще.
У 2014—2019 роках Бальдоні грав Рафаеля Солано в шоу The CW «Незаймана Джейн». У травні 2016 року він запустив додаток для сповільненої зйомки відео для вагітних жінок і молодих мам під назвою «Belly Bump».
У липні 2017 року Variety оголосив, що Бальдоні розробляє чоловіче ток-шоу через свою медіакомпанію «Wayfarer Entertainment». Шоу під назвою «Man Enough» описується як підривна панельна серія, яка досліджує, що означає бути чоловіком сьогодні. В інтерв'ю Бальдоні розповів, чому він створив шоу: 
«Man Enough» справді виник, тому що я хотів зануритися в те, що насправді означає бути чоловіком, і питання «чи у нас це правильно?». 
У шоу беруть участь такі видатні чоловіки, як Метт Макгоррі та Хав’єр Муньос. У серпні 2017 року TED оголосив, що Бальдоні буде доповідачем на щорічній конференції TEDWomen.

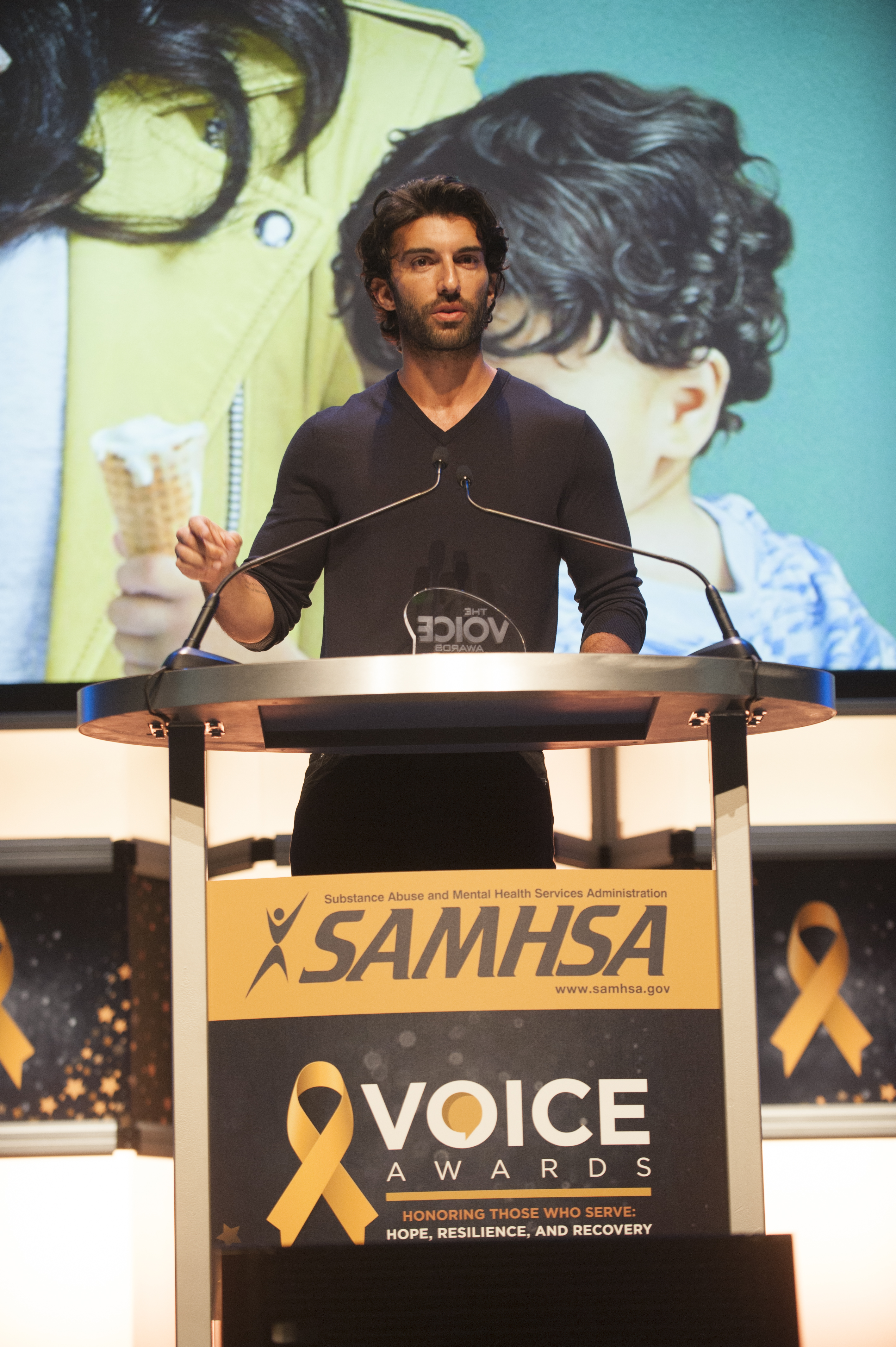
Джастін Бальдоні на церемонії нагородження 2017

Бальдоні був режисером і продюсером фільму CBS Films «За крок один від одного» з Коулом Спроусом і Гейлі Лу Річардсон у головних ролях, заснованого на оригінальному сценарії Міккі Дотрі та Тобіаса Яконіса. Фільм вийшов на екрани 15 березня 2019 року та розповідає про життя двох підлітків, хворих на муковісцидоз.
Він був режисером і продюсером фільму «Хмари», який розповідає про життя музиканта Зака Собіча з Warner Bros. 14 травня 2020 року було оголошено, що компанія Disney+ придбала права на розповсюдження фільму у Warner Bros. у світлі впливу COVID-19 на кіноіндустрію. «Хмари» були випущені 16 жовтня 2020 року.
У 2021 році Бальдоні випустив книгу на ту ж тему, що й його попереднє ток-шоу та TED Talk, під назвою «Man Enough: Undefining my Masculinity». Разом із співведучими Ліз Планк і Джеймі Хіт він розпочав серію подкастів під тією ж назвою. У жовтні 2022 року вийшла дитяча версія книги під назвою «Boys Will be Human».
Бальдоні також є режисером, продюсером й актором у фільмі «Покинь, якщо кохаєш», заснованому на однойменному романі Коллін Гувер.

## Wayfarer Studios
Бальдоні разом із Ахмедом Мусіолом заснували продюсерську компанію під назвою «Wayfarer Studios», яка виробляє телевізійні продукти, фільми та цифровий контент. У 2019 році Wayfarer продав мажоритарний пакет акцій, створивши фонд на суму 25 млн доларів. Благодійна філія компанії під назвою «Wayfarer Foundation» надає допомогу бездомним жителям Лос-Анджелеса. Вони проводять щорічний карнавал кохання «Skid Row», який надає ресурси для працевлаштування, навчання, базової медичної допомоги, їжі, одягу, гігієни та інших активностей, таких як розмальовка облич, живі концерти та дитячі заходи та обслуговує понад 4000 бездомних гостей щороку.

## Фільмографія

### Кіно
| Рік  | Назва                             | Роль              | Примітки                                    |
| ---- | --------------------------------- | ----------------- | ------------------------------------------- |
| 2004 | Весільне заціпеніння              | Гільєрмо Валеріо  | Телевізійний фільм                          |
| 2005 | Yesterday's Dream                 | Пат               |                                             |
| 2005 | The Helix…Loaded                  | Джейсон           |                                             |
| 2005 | Атака акули на весняних канікулах | Джей Ті           | Телевізійний фільм                          |
| 2008 | Хлопцям це подобається            | офіціант          |                                             |
| 2009 | Плем'я                            | Пітер             |                                             |
| 2009 | Alpha Males Experiment            | Гейвін            |                                             |
| 2010 | Unrequited                        | Тодд Браун        |                                             |
| 2011 | Royal Reunion                     | Нікі              | Короткометражний фільм                      |
| 2011 | Intervention: Cinderella          | Аладдін           | Короткометражний фільм                      |
| 2012 | Shadow of Fear                    | Боббі             | Телевізійний фільм                          |
| 2012 | Undercover Bridesmaid             | Джейк             | Телевізійний фільм                          |
| 2013 | Isolated                          | Посол миру        |                                             |
| 2013 | Not Today                         | Ілай Гілл         |                                             |
| 2013 | The Proposal                      | Джастін           | Короткометражний фільм                      |
| 2014 | A Fine Step                       | Марцо Болівар     |                                             |
| 2018 | Конмен                            | юний Баррі Мінкоу |                                             |
| 2019 | За крок один від одного           |                   | режисер і продюсер                          |
| 2020 | Хмари                             |                   | режисер і продюсер                          |
| 2023 | Старший                           |                   | Продюсер                                    |
| 2024 | Will & Harper                     |                   |                                             |
| 2024 | Ґарфілд у кіно                    |                   | виконавчий продюсер                         |
| 2024 | Езра. Неналежна поведінка         |                   | виконавчий продюсер                         |
| 2024 | Покинь, якщо кохаєш               | Райл Кінкейд      | режисер і виконавчий продюсер               |
| TBA  | Laughing at My Nightmare          |                   | Постпродакшн; режисер і виконавчий продюсер |

### Телебачення
| Рік       | Назва                              | Роль            | Примітки                                      |
| --------- | ---------------------------------- | --------------- | --------------------------------------------- |
| 2004      | Молоді та зухвалі                  | Бен             | 3 серії                                       |
| 2005      | Військово-юридична служба          | Аззам           | Серія: «Bridging the Gulf»                    |
| 2005      | Усі жінки — відьми                 | Салко           | Серія: «Something Wicca This Way Goes»        |
| 2005–2006 | Евервуд                            | Рейд Бардем     |                                               |
| 2007      | CSI: Місце злочину. Маямі          | Деймон Ардженто | Серія: «Cyber-Lebrity»                        |
| 2008      | Все тіп-топ, або життя Зака і Коді | Дієго           | Серія: «Foiled Again»                         |
| 2009      | Герої                              | Алекс Вулсі     | Серії: «Будинок 26» and «Викрито»             |
| 2010      | Зухвалі і красиві                  | Грехем Даррос   |                                               |
| 2010      | CSI: Місце злочину. Нью-Йорк       | Хіт Кіркфілд    | Серія: «Out of the Sky»                       |
| 2011–2012 | Самотні леді                       | Дерек           |                                               |
| 2012      | Blackout                           | Джош Мартін     | мінісерія                                     |
| 2013      | Щасливий кінець                    | Маркус          | Серія: «Fowl Play/Date»                       |
| 2014–2019 | Незаймана Джейн                    | Рафаель Солано  | головна роль                                  |
| 2017      | Державний секретар                 | Кевін Парк      | Серії: «The Beautiful Game» і «Labor of Love» |

### Робота члена команди
| Рік  | Назва                     | Робота      | Робота       | Примітки       |
| Рік  | Назва                     | Кінорежисер | Кінопродюсер | Примітки       |
| ---- | ------------------------- | ----------- | ------------ | -------------- |
| 2019 | За крок один від одного   | Так         | Так          |                |
| 2020 | Хмари                     | Так         | Так          |                |
| 2023 | Старший                   | Ні          | Так          |                |
| 2024 | Ґарфілд у кіно            | Ні          | виконавчий   |                |
| 2024 | Езра. Неналежна поведінка | Ні          | виконавчий   |                |
| 2024 | Покинь, якщо кохаєш       | Так         | виконавчий   | Також знявся в |
| TBA  | Laughing at My Nightmare  | Так         | виконавчий   | Постпродакшн   |

## Особисте життя
Після майже двох років стосунків Бальдоні одружився зі шведською акторкою Емілі Бальдоні (уроджена Фукслер) у липні 2013 року в Короні, штат Каліфорнія. У них є дочка і син.

## Сексуальне домагання
У грудні 2024 року колега по фільму Блейк Лайвлі звинуватила Джастіна Балдоні у сексуальних домаганнях та подала до суду.